# 胜英保镖
《胜英保镖》，刘益菊創作的武俠小說，常被作为评书书目。此书故事发生在清康熙年间，书胆（主角）为胜英，字子川。从胜英出世开书，悬空山鸡鸣岭秦氏三雄盗走胜英镖银为故事展开，秦氏三雄摆下擂台请来五湖三台八大名山的贼寇与胜英对峙。胜英在师兄夏侯商元，东西南北四路镖头的帮助下与秦氏三雄展开殊死搏斗。此部书一般被认为是《三侠剑》的前书，但是稍有出入。《胜英保镖》是因为杀弟之仇才与胜英为仇作对，而《三侠剑》中说是为报杀父之仇。
这部评书情节生动，既有传统评书的特点，又有通俗小说的优点。也是传统评书中不可多得的艺术瑰宝。

## 外部連結
- 《胜英保镖》 (刘益菊)